# Spodochlamys mirabilis
Spodochlamys mirabilis är en skalbaggsart som beskrevs av Waterhouse 1880. Spodochlamys mirabilis ingår i släktet Spodochlamys och familjen Rutelidae. Inga underarter finns listade i Catalogue of Life.